# لاجي
لاجي بلدية في ولاية باهيا في المنطقة الشمالية الشرقية من البرازيل.